# Solenopsis schmalzi
Solenopsis schmalzi é uma espécie de formiga do gênero Solenopsis, pertencente à subfamília Myrmicinae.